# نعوم شريف
نعوم شريف (بالعبرية: נׂעם שריף‏) (7 يناير 1935 - 25 أغسطس 2018 ) كان مؤلفًا موسيقيًا وقائد أوركسترا إسرائيليًا.
في عام 2011 حصل على جائزة إسرائيل للموسيقى.  

## جوائز
- في عام 1991، فاز شريف بجائزة أكوم، عن أعماله طوال حياته. [5]
- في عام 2003 حصل على جائزة إيميت للموسيقى. [5]
- في عام 2011 حصل على جائزة إسرائيل للموسيقى. [3] [4]

## روابط خارجية
- موقع نعوم شريف
- الصفحة الرئيسية لشريف في طبعة CF بيترز